# Stadion Asim Ferhatović Hase
Das Stadion Asim Ferhatović Hase (voller Name: Olimpijski stadion Koševo – Asim Ferhatović-Hase) ist ein Fußballstadion mit Leichtathletikanlage in der bosnisch-herzegowinischen Hauptstadt Sarajevo. Es ist das größte Stadion des Landes und wurde durch die Austragung der Eröffnungsfeier der Olympischen Winterspiele 1984 bekannt. Für dieses Ereignis wurde der Bau umfassend saniert und ausgebaut. Es bietet heute 30.121 Plätze. Derzeit wird die seit 2004 nach dem aus Sarajevo stammenden Fußballspieler Asim Ferhatović (1933–1987, Spitzname: „Hase“) benannte Anlage vom Fußballverein FK Sarajevo und der bosnisch-herzegowinischen Fußballnationalmannschaft genutzt.

## Geschichte

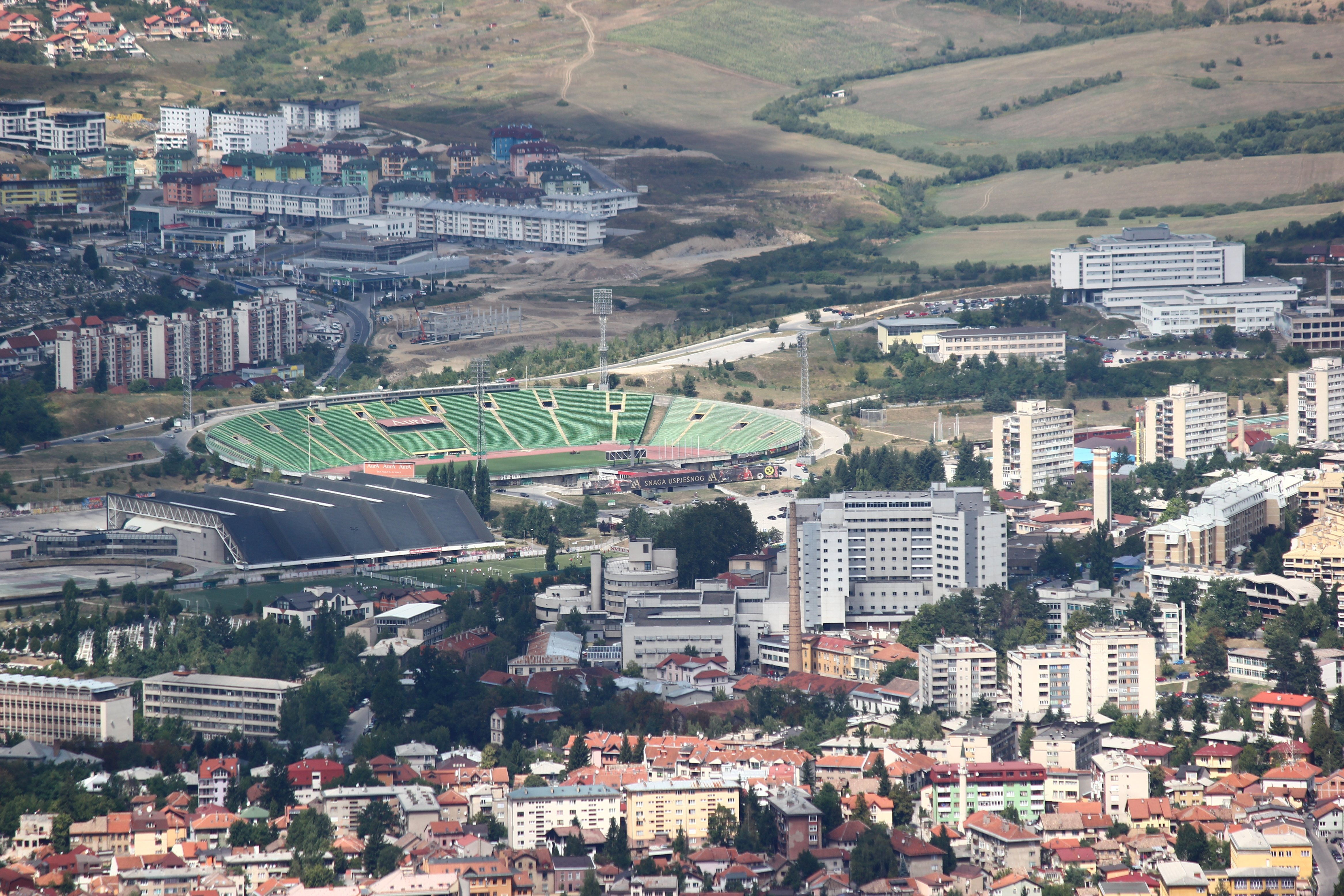
Das im Stadtteil Koševo gelegene Stadion Asim Ferhatović Hase

Mit dem Bau des Stadions wurde zwei Jahre nach Ende des Zweiten Weltkrieges 1947 begonnen. Die Fertigstellung erfolgte 1950. Das Olimpijski Stadion Koševo war als Heimspielstätte des FK Sarajevo ein wichtiger Bestandteil der jugoslawischen Fußballliga. Mannschaften wie Manchester United, Inter Mailand, der FC Bologna, der Hamburger SV, Roter Stern Belgrad, Partizan Belgrad, Dinamo Zagreb, Hajduk Split spielten dort gegen die Heimmannschaft. Eines der größten Ereignisse war das Stadtderby gegen den Erzrivalen Željezničar Sarajevo, zu dem die Fußballarena fast immer ausverkauft war.
Im Bosnienkrieg wurde es schwer beschädigt und zweckentfremdet, unter anderem als Armeestützpunkt und die umliegenden Trainingsplätze als Begräbnisstätte genutzt. Nach dem Krieg wurde das Stadion in Stand gesetzt und wurde Heimspielstätte der bosnisch-herzegowinischen Fußballnationalmannschaft. Das erste Spiel im Jahr 1996 bestritt Bosnien gegen die italienische Fußballnationalmannschaft. Das Freundschaftsspiel endete mit einem 2:1 für die Hausherren und war der erste Länderspielsieg des Landes. Danach gastierten unter anderem die Nationalmannschaften Deutschlands und Dänemarks in der Sportstätte. Am 21. August 2014 war das Stadionrund nach über elf Jahren zum ersten Mal wieder ausverkauft. 32.000 Fans sahen das Spiel des FK Sarajevo gegen Borussia Mönchengladbach, das zur Qualifikation der UEFA Europa League zählte. Die Borussia gewann mit 2:3.
Das Stadion war Austragungsort des BH Bowl, des Finales der bosnisch-herzegowinischen Meisterschaft im American Football in den Jahren 2018 und 2021, die beide jeweils von den einheimischen Sarajevo Spartans gewonnen wurden. Die Spartans nutzen das Stadion unter anderem auch für das Spiel um Platz 3 des CEFL Cups 2017 und das Halbfinale der Balkan Football League 2023.
Künstler und Bands traten hier zu Konzerten auf. Dazu gehörten z. B. U2 oder die bosnischen Sänger Dino Merlin und Hari Mata Hari.